# Troféu Perpétuo Roberto Marinho
O Troféu Perpétuo Roberto Marinho, ou simplesmente Troféu Roberto Marinho, é uma competição de hipismo que é disputada na Sociedade Hípica Brasileira, no Rio de Janeiro.
O Troféu foi instituído em 1988, quando a Hípica completou 50 anos. O jornalista Roberto Marinho estava presente e entregou ele próprio o Prêmio ao vencedor. Os vencedores levam para casa uma réplica do troféu e têm seu nome gravado no mítico cavalo de bronze que simboliza o prêmio.
É considerado um dos melhores concursos do Brasil.

## Vencedores
- 2013 - Giulia Dal Canton Scampini
- 2012 - Rodorigo Sarmento
- 2011 – Luiz Francisco de Azevedo
- 2010 – Luiz Felipe de Azevedo Filho
- 2009 – Karina Johannpeter
- 2008 – Felipe Amaral
- 2007 – Loisse Garcia
- 2006 – Andre Miranda
- 2005 – João Eduardo de Carvalho